# Nowend Lorenzo
Nowend Yenrique Lorenzo Cabrera (* 2. November 2002 in Santo Domingo de Guzmán) ist ein dominikanisch-spanischer Fußballspieler.

## Karriere

### Verein
Aus der Jugend von CA Osasuna wechselte Lorenzo zur Saison 2021/22 zu CD Subiza, das als die dritte Mannschaft von Osasuna fungiert. Nach seiner Rückkehr im Sommer 2022 wurde er für die Folgesaison an CD Izarra verliehen. Seit der Spielzeit 2023/24 gehört er fest zum Kader der B-Mannschaft von Osasuna.

### Nationalmannschaft
Mit der dominikanischen U23 nahm Lorenzo im März 2021 an dem Qualifikationsturnier für die Olympischen Sommerspiele 2020 teil. Mit einer U22-Auswahl der Dominikanischen Republik folgte eine Teilnahme an den Zentralamerika- und Karibikspielen 2023.
Sein Länderspieldebüt für die A-Nationalmannschaft war bereits am 19. Januar 2021, als er bei einer 0:1-Freundschaftsspielniederlage gegen Puerto Rico in der Startelf stand und in der 58. Minute für Erick Japa ausgewechselt wurde. Ab März des Jahres kam er in der Qualifikation für die Weltmeisterschaft 2022 zum Einsatz und hatte einige Einsätze in der Nations League 2022/23 sowie 2023/24.